# Bulgária az 1964. évi téli olimpiai játékokon
Bulgária az ausztriai Innsbruckban megrendezett 1964. évi téli olimpiai játékok egyik részt vevő nemzete volt. Az országot az olimpián 2 sportágban 7 sportoló képviselte, akik érmet nem szereztek.

## Alpesisí
Férfi
| Versenyző     | Versenyszám      | Selejtező | Selejtező | Selejtező     | Selejtező     | Döntő    | Döntő    | Döntő    | Döntő    | Döntő      | Döntő      |
| Versenyző     | Versenyszám      | 1. futam  | 1. futam  | 2. futam      | 2. futam      | 1. futam | 1. futam | 2. futam | 2. futam | Összesítés | Összesítés |
| Versenyző     | Versenyszám      | Idő       | Hely.     | Idő           | Hely.         | Idő      | Hely.    | Idő      | Hely.    | Idő        | Helyezés   |
| ------------- | ---------------- | --------- | --------- | ------------- | ------------- | -------- | -------- | -------- | -------- | ---------- | ---------- |
| Petar Angelov | Lesiklás         |           |           |               |               |          |          |          |          | 2:43,32    | 60.        |
| Petar Angelov | Műlesiklás       | 58,14     | 41.       | nem ért célba | nem ért célba | kiesett  | kiesett  | kiesett  | kiesett  | kiesett    | kiesett    |
| Petar Angelov | Óriás-műlesiklás |           |           |               |               |          |          |          |          | 2:11,71    | 49.        |

## Sífutás
Férfi
| Versenyző         | Versenyszám | Eredmény      | Helyezés      |
| ----------------- | ----------- | ------------- | ------------- |
| Sztefan Mitkov    | 15 km       | 57:05,0       | 43.           |
| Sztefan Mitkov    | 30 km       | 1:42:13,2     | 37.           |
| Sztefan Mitkov    | 50 km       | 3:01:13,7     | 25.           |
| Boriszlav Ocsuski | 15 km       | nem ért célba | nem ért célba |
| Boriszlav Ocsuski | 30 km       | 1:44:00,1     | 49.           |
| Boriszlav Ocsuski | 50 km       | 3:08:18,7     | 32.           |

Női
| Versenyző                                        | Versenyszám    | Eredmény  | Helyezés |
| ------------------------------------------------ | -------------- | --------- | -------- |
| Nadezsda Mihajlova                               | 5 km           | 21:18,9   | 28.      |
| Nadezsda Mihajlova                               | 10 km          | 47:45,2   | 28.      |
| Krasztana Sztoeva                                | 5 km           | 19:11,2   | 13.      |
| Krasztana Sztoeva                                | 10 km          | 47:39,2   | 26.      |
| Nadezsda Vaszileva                               | 5 km           | 20:24,2   | 21.      |
| Nadezsda Vaszileva                               | 10 km          | 46:10,8   | 20.      |
| Roza Dimova                                      | 10 km          | 46:53,1   | 22.      |
| Roza Dimova Nadezsda Vaszileva Krasztana Sztoeva | 3 × 5 km váltó | 1:06:40,4 | 5.       |